# Condé-sur-Iton
Condé-sur-Iton ist eine ehemalige französische Gemeinde mit 919 Einwohnern (Stand 1. Januar 2022) im Département Eure in der Region Normandie. Sie gehörte zum Arrondissement Évreux. Die Bewohner werden Condiens und Condiennes genannt.
Der Erlass vom 23. November 2015 legte mit Wirkung zum 1. Januar 2016 die Eingliederung von Condé-sur-Iton als Commune déléguée zusammen mit den früheren Gemeinden Damville, Gouville, Manthelon, Le Roncenay-Authenay und Le Sacq zur neuen Commune nouvelle Mesnils-sur-Iton fest.

## Geografie
Condé-sur-Iton liegt etwa 26 Kilometer südwestlich von Évreux und etwa 39 Kilometer südöstlich von Bernay am Iton.
Umgeben wird Condé-sur-Iton von den Nachbargemeinden und den Communes déléguées:
|          | Marbois                                     | Gouville (Commune déléguée) |
| Breteuil | Kompassrose, die auf Nachbargemeinden zeigt | Roman (Commune déléguée)    |
|          | Sainte-Marie-d’Attez                        |                             |

## Bevölkerungsentwicklung
| Condé-sur-Iton: Einwohnerzahlen von 1793 bis 2021                                                                          | Condé-sur-Iton: Einwohnerzahlen von 1793 bis 2021 | Condé-sur-Iton: Einwohnerzahlen von 1793 bis 2021 | Condé-sur-Iton: Einwohnerzahlen von 1793 bis 2021 | Condé-sur-Iton: Einwohnerzahlen von 1793 bis 2021 |
| --- | ------------------------------------------------- | ------------------------------------------------- | ------------------------------------------------- | ------------------------------------------------- |
| Jahr |                                                   |                                                   |                                                   | Einwohner                                         |
| 1793 | 1793                                              |                                                   | 1.142                                             | 1.142                                             |
| 1800 | 1800                                              |                                                   | 1.011                                             | 1.011                                             |
| 1806 | 1806                                              |                                                   | 1.103                                             | 1.103                                             |
| 1821 | 1821                                              |                                                   | 1.049                                             | 1.049                                             |
| 1831 | 1831                                              |                                                   | 1.133                                             | 1.133                                             |
| 1836 | 1836                                              |                                                   | 1.095                                             | 1.095                                             |
| 1841 | 1841                                              |                                                   | 989                                               | 989                                               |
| 1846 | 1846                                              |                                                   | 1.047                                             | 1.047                                             |
| 1851 | 1851                                              |                                                   | 1.051                                             | 1.051                                             |
| 1856 | 1856                                              |                                                   | 1.033                                             | 1.033                                             |
| 1861 | 1861                                              |                                                   | 968                                               | 968                                               |
| 1866 | 1866                                              |                                                   | 892                                               | 892                                               |
| 1872 | 1872                                              |                                                   | 887                                               | 887                                               |
| 1876 | 1876                                              |                                                   | 885                                               | 885                                               |
| 1881 | 1881                                              |                                                   | 944                                               | 944                                               |
| 1886 | 1886                                              |                                                   | 793                                               | 793                                               |
| 1891 | 1891                                              |                                                   | 806                                               | 806                                               |
| 1896 | 1896                                              |                                                   | 776                                               | 776                                               |
| 1901 | 1901                                              |                                                   | 771                                               | 771                                               |
| 1906 | 1906                                              |                                                   | 786                                               | 786                                               |
| 1911 | 1911                                              |                                                   | 742                                               | 742                                               |
| 1921 | 1921                                              |                                                   | 663                                               | 663                                               |
| 1926 | 1926                                              |                                                   | 661                                               | 661                                               |
| 1931 | 1931                                              |                                                   | 620                                               | 620                                               |
| 1936 | 1936                                              |                                                   | 596                                               | 596                                               |
| 1946 | 1946                                              |                                                   | 563                                               | 563                                               |
| 1954 | 1954                                              |                                                   | 556                                               | 556                                               |
| 1962 | 1962                                              |                                                   | 503                                               | 503                                               |
| 1968 | 1968                                              |                                                   | 501                                               | 501                                               |
| 1975 | 1975                                              |                                                   | 536                                               | 536                                               |
| 1982 | 1982                                              |                                                   | 628                                               | 628                                               |
| 1990 | 1990                                              |                                                   | 636                                               | 636                                               |
| 1999 | 1999                                              |                                                   | 755                                               | 755                                               |
| 2006 | 2006                                              |                                                   | 834                                               | 834                                               |
| 2013 | 2013                                              |                                                   | 897                                               | 897                                               |
| 2021 | 2021                                              |                                                   | 920                                               | 920                                               |
| Quelle(n): EHESS/Cassini bis 1999, INSEE ab 2006 Anmerkung(en): Ab 1962 offizielle Zahlen ohne Einwohner mit Zweitwohnsitz |                                                   |                                                   |                                                   |                                                   |

## Sehenswürdigkeiten
- Kirche Saint-Martin
- Schloss Condé-sur-Iton mit Park aus dem 16. Jahrhundert

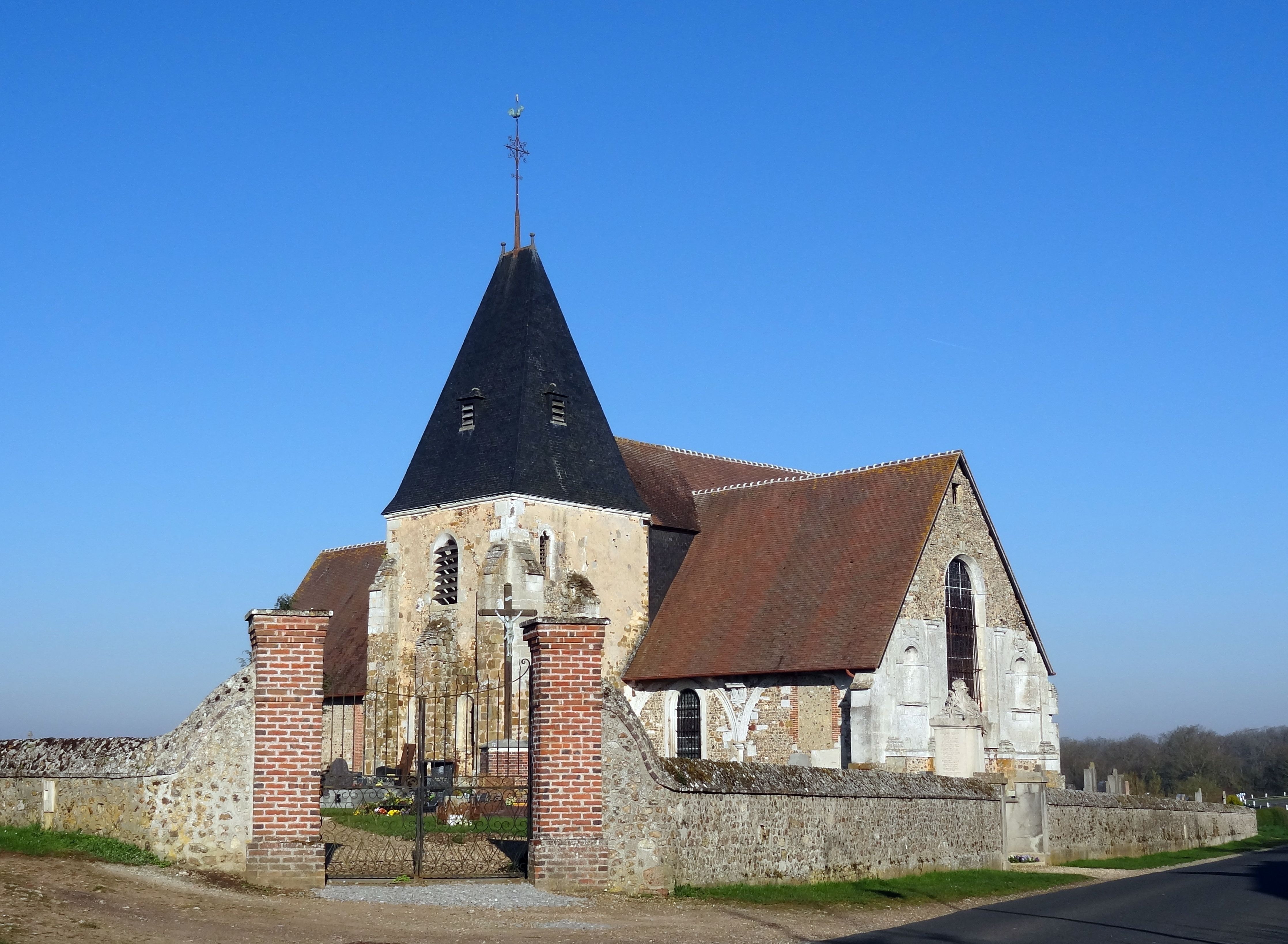
Kirche Saint-Martin
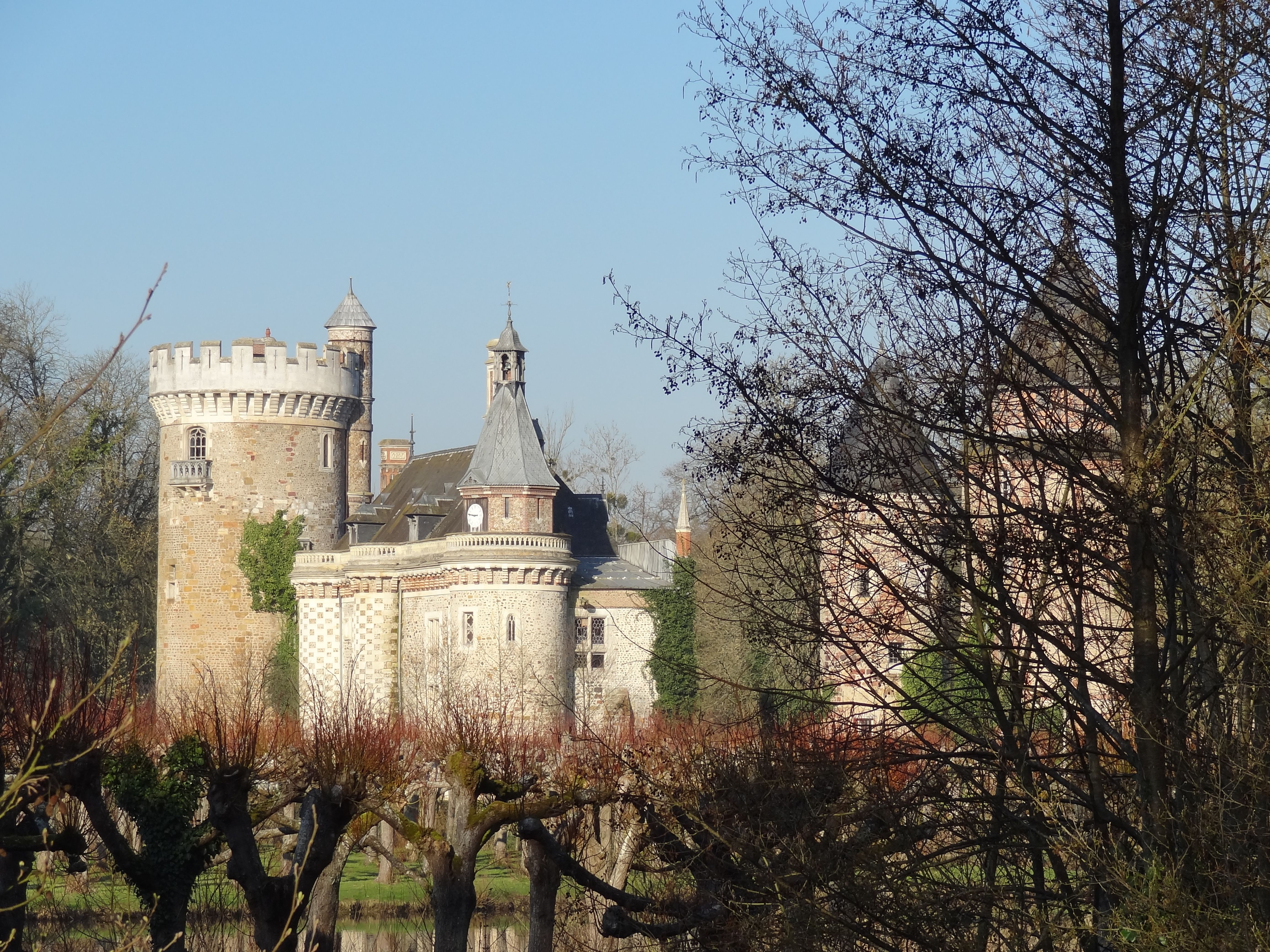
Schloss Condé-sur-Iton